# Асака (Сайтама)

35°47′50″ пн. ш. 139°35′37″ сх. д. / 35.79722° пн. ш. 139.59361° сх. д.
Аса́ка (яп. 朝霞市, あさかし, МФА: [asaka ɕi̥]) — місто в Японії, в префектурі Сайтама.

## Короткі відомості
Розташоване в південній частині префектури. Виникло на основі середньовічного постоялого містечка на Каваґоеському шляху. Особливого розвитку набуло після Другої світової війни. Основою економіки є харчова промисловість, комерція. В місті розташовані завод з очищення води і база сухопутних Сил Самооборони Японії. Станом на 1 жовтня 2008 площа міста становила 18,38 км². Станом на 1 січня 2009 населення міста становило 127 833 осіб.